# Bixby (Oklahoma)
Bixby ist eine Stadt (City) im Bundesstaat Oklahoma in den Vereinigten Staaten. Sie liegt größtenteils im Tulsa County, ein kleiner Teil des südöstlichen Stadtgebietes liegt im Wagoner County. Bixby ist ein Vorort von Tulsa. Das U.S. Census Bureau hat bei der Volkszählung 2020 eine Einwohnerzahl von 28.609 ermittelt.

## Lage
Die Stadt Bixby liegt im Nordosten von Oklahoma auf beiden Seiten des Arkansas River, wobei sich das Stadtzentrum südlich des Flusses befindet. Die Entfernung zwischen dem Stadtzentrum von Bixby und dem Stadtzentrum von Tulsa beträgt 25 Kilometer. Nachbarstädte sind neben Tulsa noch Broken Arrow im Nordosten, Leonard im Südosten, Mounds im Südwesten, Glenpool im Westen und Jenks im Nordwesten.
Das Stadtgebiet von Bixby wird durch den U.S. Highway 64 durchquert.

## Geschichte
Im späten 19. Jahrhundert gründete Alexander Posey, ein Mitglied des Indianerstammes der Muskogee, auf dem Gebiet der heutigen Stadt Bixby die Siedlung Posey on Posey Creek. Die Muskogee waren zuvor von europäischen Siedlern von Alabama aus in ein im Oklahoma-Territorium angelegtes Reservat vertrieben worden. In der Siedlung gab es zunächst zwei Gaststätten, eine Schmiede und einen Gemischtwarenladen. Im Jahr 1895 erfolgte die Gründung einer Poststelle. Diese erhielt den Namen Bixby, der Name geht auf Tams Bixby zurück. 1904 wurde die Bahnstrecke der Midland Valley Railroad durch das Ortsgebiet gebaut, wodurch sich später auch europäische Siedler in der Region niederließen. Ebenfalls 1904 wurde Bixby offiziell als Stadt inkorporiert. Im April 1905 gab es in Bixby bereits eine christliche und eine baptistische Kirche und zwei Schulen.
1910 hatte Bixby 384 Einwohner. Vier Jahre später wurden im Stadtgebiet Ölvorkommen entdeckt. In den 1920er-Jahren hatte Bixby 1249 Einwohner, zehn Jahre später waren es 1251 Einwohner. Ebenfalls im Jahr 1930 gab es in der Stadt sechs Unternehmen aus der Ölindustrie. Weiterhin war der Ort Landwirtschaftlich durch den Anbau von Baumwolle geprägt, im Jahr 1930 gab es vier und im Jahr 1940 noch zwei Egreniermaschinen in der Stadt. 1960 hatte Bixby 1711 Einwohner. Seitdem entwickelte sich die Stadt durch Zuzug und die Verlagerung der Arbeitsplätze nach Tulsa mehr und mehr zu einer Trabantenstadt. Zwischen 1960 und 1970 konnte sich die Einwohnerzahl mehr als verdoppeln, seitdem steigt die Einwohnerzahl weiterhin stetig stark an. Im Jahr 2000 hatte Bixby 13.336 Einwohner, bei der Volkszählung 2010 waren es 20.884 Einwohner.

## Demografie

### American Community Survey 2019
Beim American Community Survey aus dem Jahr 2019 wurde die Einwohnerzahl der Stadt Bixby auf 27.999 geschätzt. 77,45 Prozent der Einwohner waren Weiße, 5,34 Prozent asiatischer Abstammung, 3,70 Prozent amerikanische Ureinwohner und 2,11 Prozent Afroamerikaner; 0,81 Prozent der Einwohner gaben eine andere Abstammung und 10,59 Prozent der Einwohner gaben mehrere Abstammungen an. 5,74 Prozent aller Einwohner von Bixby waren Hispanics oder Latinos. Von den Einwohnern waren 25,02 Prozent jünger als 18 Jahre, 7,04 Prozent waren zwischen 18 und 24, 28,26 Prozent zwischen 25 und 44, 25,13 Prozent zwischen 45 und 64 und 14,55 Prozent der Einwohner waren 65 Jahre alt oder älter. Das Medianalter lag bei 38,8 Jahren.
Die Einwohner von Bixby verteilten sich 2019 auf 10.720 Haushalte und 7686 Familien. In 82,66 Prozent der Familien lebten verheiratete Paare, 5,96 Prozent waren alleinstehende Männer und 11,38 Prozent alleinstehende Frauen. In 61,55 Prozent aller Haushalte lebten Kinder unter 18 Jahren und 36,63 Prozent der Haushalte hatten Personen über 60 Jahre, die bei ihnen lebten. Das Medianeinkommen für einen Haushalt lag 2019 bei 72.349 US-Dollar, für eine Familie betrug es 100.244 US-Dollar. 5,74 Prozent der Familien lebten unterhalb der Armutsgrenze.

### United States Census 2010
Beim United States Census 2010 hatte die Stadt Bixby 20.884 Einwohner, die sich auf 7658 Haushalte und 5295 Familien verteilten. Von den Einwohnern waren 84,2 Prozent Weiße, 5,9 Prozent amerikanische Ureinwohner, jeweils 1,6 Prozent Afroamerikaner und Asiaten sowie 0,01 Prozent pazifische Insulaner. 1,9 Prozent der Einwohner Bixbys waren anderer Abstammung und 4,8 Prozent gaben mehrere Abstammungen an. Unter allen Bevölkerungsgruppen waren 4,9 Prozent der Einwohner Hispanics oder Latinos. Altersmäßig verteilten sich die Einwohner auf 28,8 Prozent Minderjährige, 7,9 Prozent zwischen 18 und 24, 31,7 Prozent zwischen 25 und 44, 21,8 Prozent zwischen 45 und 64 und 9,8 Prozent der Einwohner waren älter als 65 Jahre. Das Medianalter betrug 34 Jahre.
Von den 7658 Haushalten hatten 30,4 Prozent Kinder unter 18 Jahren, die bei ihnen lebten. In 64,4 Prozent der Haushalte lebten verheiratete Paare. Das Medianeinkommen für einen Haushalt betrug 73.163 US-Dollar, das für eine Familie lag bei 85.000 US-Dollar. Das Pro-Kopf-Einkommen lag bei 37.368 US-Dollar. 5,5 Prozent der Einwohner von Bixby lebten unterhalb der Armutsgrenze.

## Persönlichkeiten
- David Baas, Footballspieler